# Cercopithecus wolfi
Cercopithecus wolfi là một loài động vật có vú trong họ Cercopithecidae, bộ Linh trưởng. Loài này được A. Meyer mô tả năm 1891.

## Hình ảnh

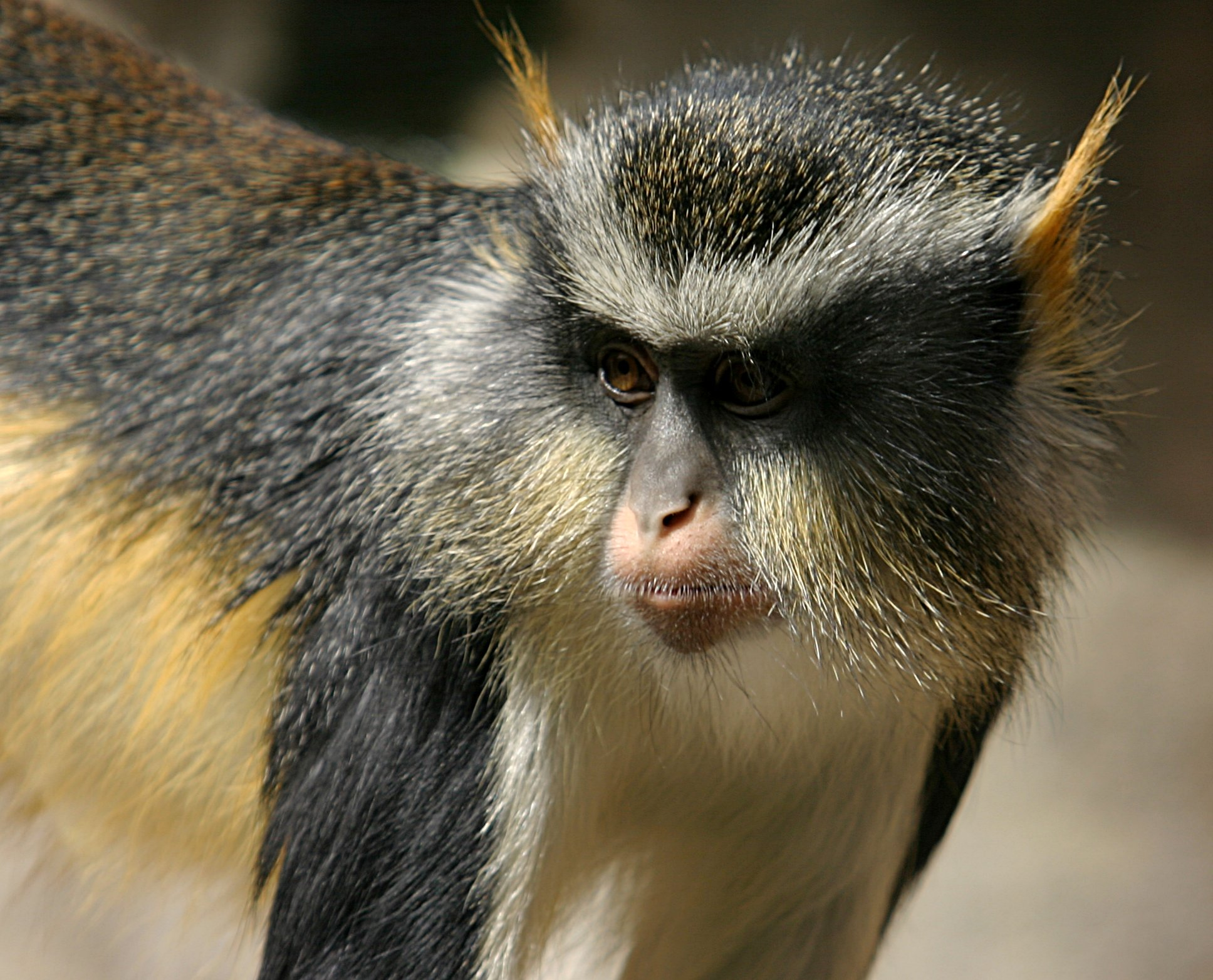
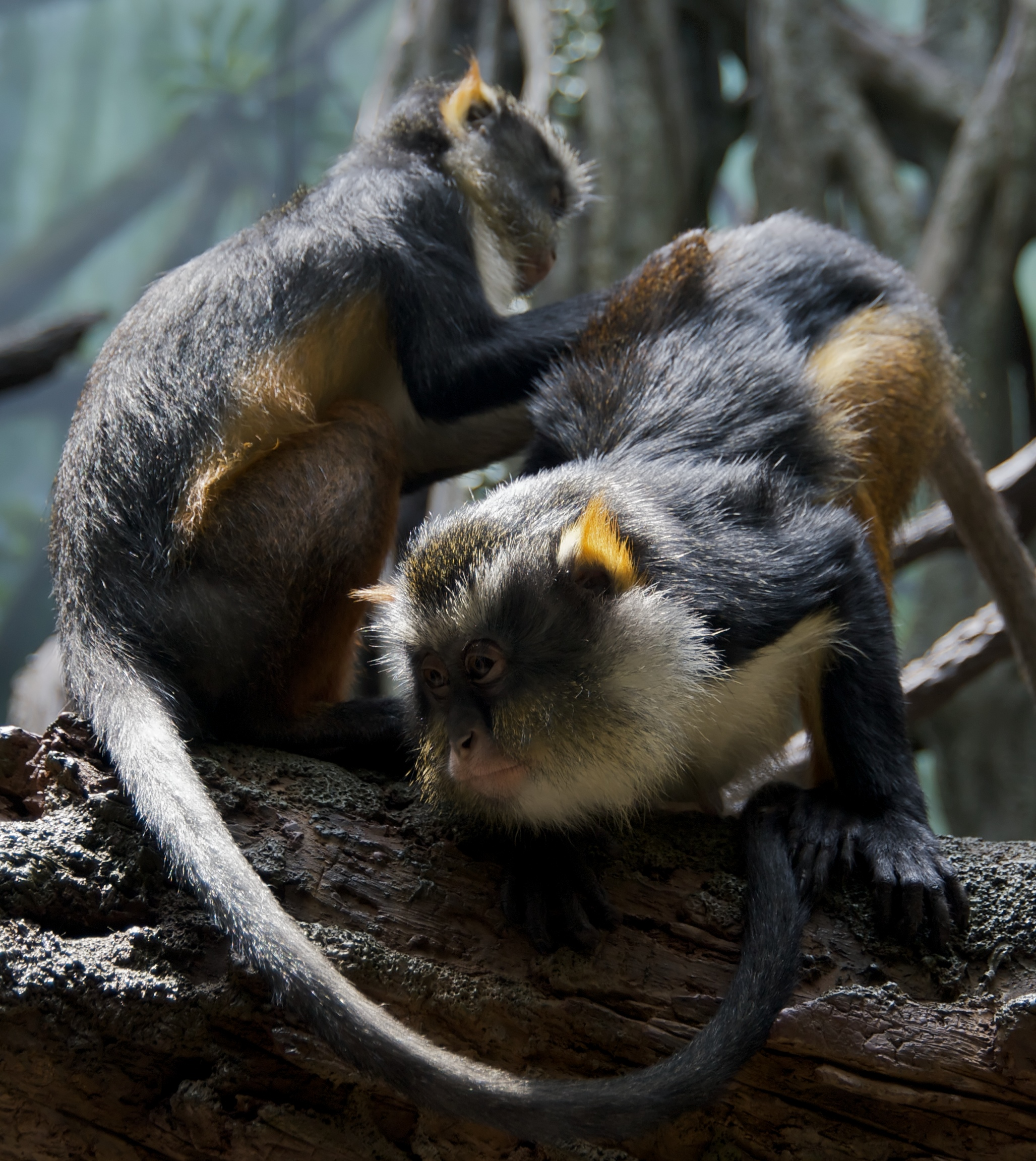
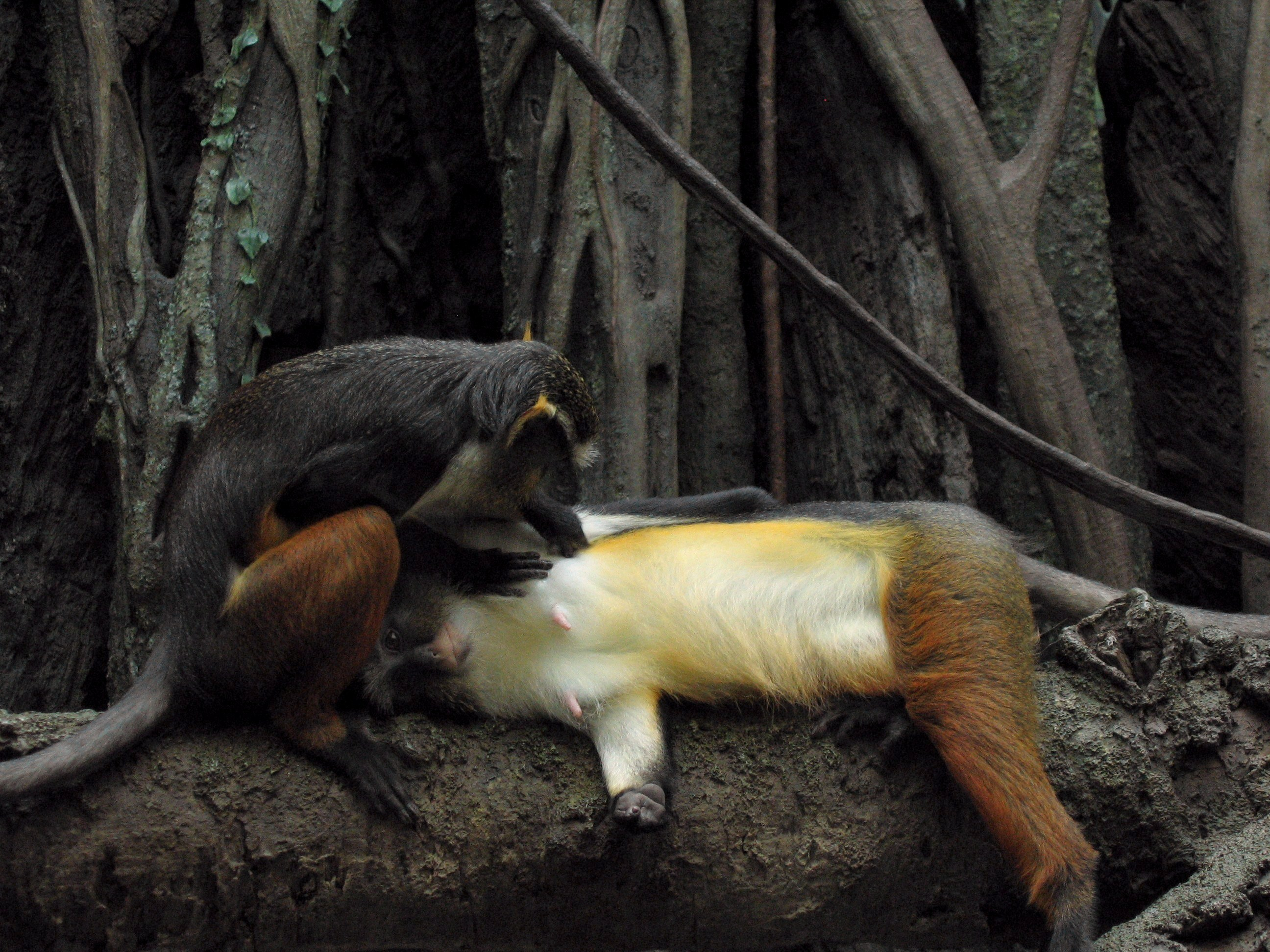
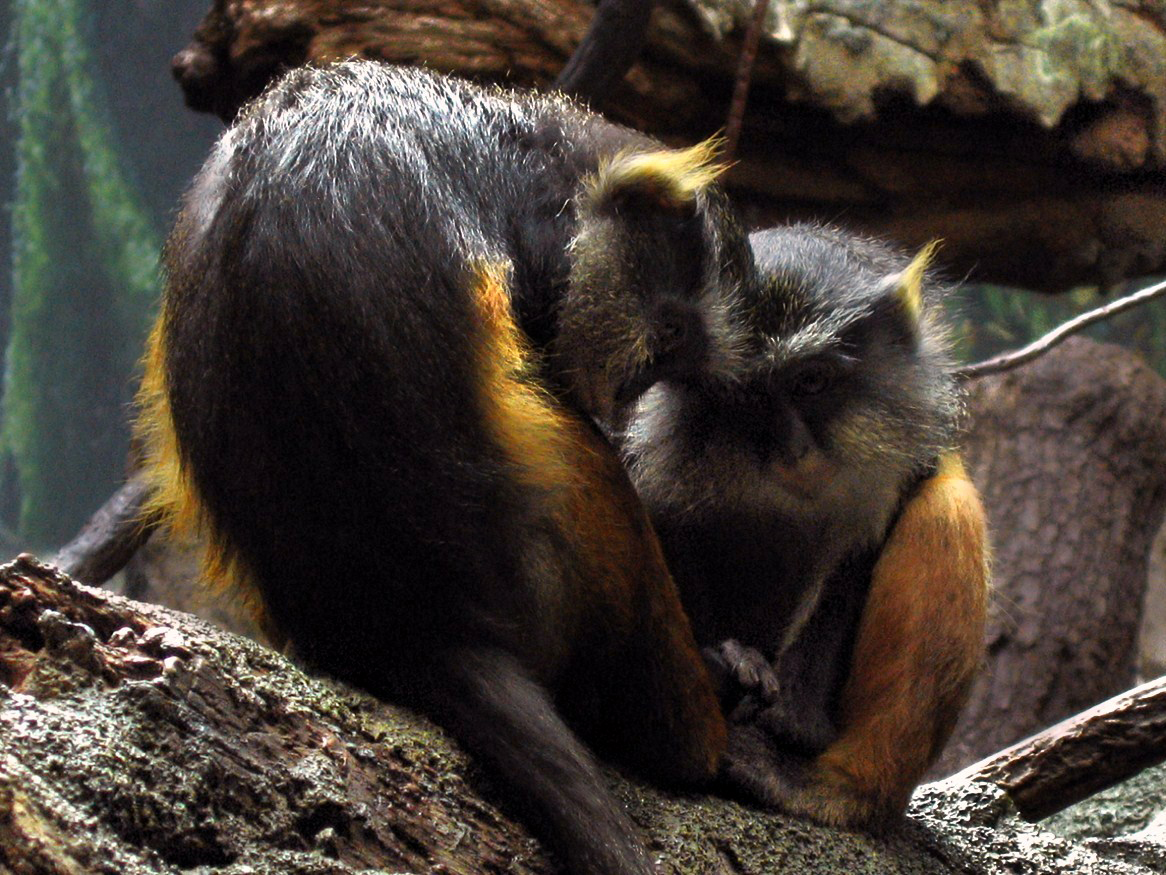